# Wrottesley (cráter)

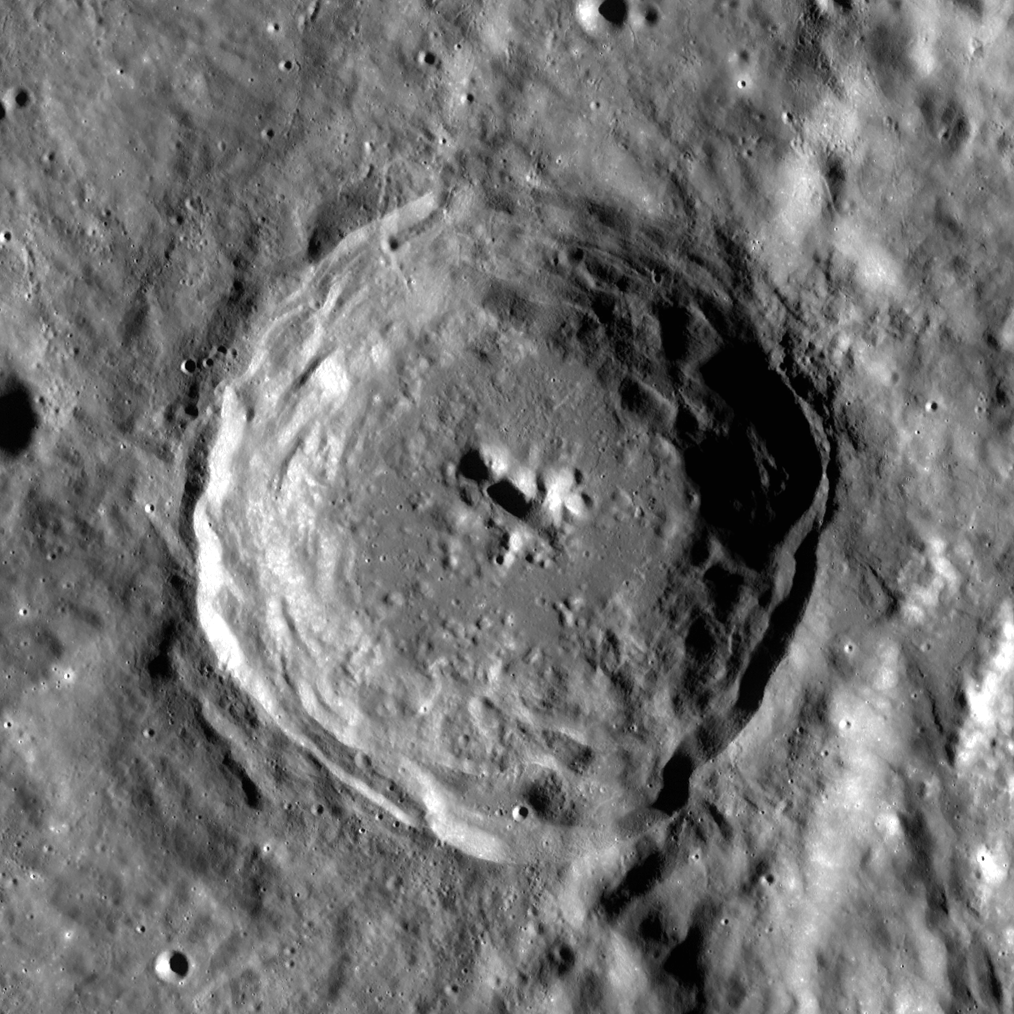
Fotografía de la misión Lunar Reconnaissance Orbiter

Wrottesley es un cráter de impacto lunar que está unido al borde oeste-noroeste del cráter más grande Petavius, y se encuentra en el borde sureste del Mare Fœcunditatis. Se encuentra en la parte sureste de la Luna y aparece un poco escorado cuando se ve desde la Tierra.
El cráter es casi de forma circular, con una pequeña protuberancia hacia el sur y un sistema de taludes aterrazados que recubren las paredes interiores. La pared exterior poseen unas rampas moderadas que se fusionan con las del vecino cráter Petavius en la mitad sureste. El suelo interior es casi plano, excepto por una formación de pico central que se eleva en el punto medio del interior.

## Cráteres satélite
Por convención estos elementos son identificados en los mapas lunares poniendo la letra en el lado del punto medio del cráter que está más cerca de Wrottesley.
|            | \| Wrottesley \| Coordenadas \| Diámetro \| \| ---------- \| ----------------------------- \| -------- \| \| A \| 23°30′S 54°54′E / -23.5, 54.9 \| 10 km \| \| B \| 24°48′S 56°42′E / -24.8, 56.7 \| 10 km \| |          |
| Wrottesley | Coordenadas | Diámetro |
| A          | 23°30′S 54°54′E / -23.5, 54.9 | 10 km    |
| B          | 24°48′S 56°42′E / -24.8, 56.7 | 10 km    |